# Drei Männer im Schnee (1955)
Drei Männer im Schnee ist ein österreichischer Schwarzweißfilm und eine Verwechslungskomödie des Regisseurs Kurt Hoffmann aus dem Jahr 1955. Die Filmkomödie entstand nach dem gleichnamigen Roman von Erich Kästner. Das von Kästner selbst verfasste Drehbuch hält sich meist genau an die Buchvorlage. Mehrere Sätze oder Satzfolgen sind wörtlich aus dem Buch übernommen. Allerdings wurde der Name des Hauptakteurs Tobler in Schlüter geändert.
1974 wurde der Stoff von Regisseur Alfred Vohrer erneut verfilmt (siehe Drei Männer im Schnee (1974)).

## Handlung
Der exzentrische und gutmütige Geheimrat und Millionär Schlüter will die Menschen studieren. Er beteiligt sich unter dem Namen „Schulze“ an einem Preisausschreiben seines eigenen Unternehmens, der weltbekannten Schlüter-Werke. „Schulze“ gewinnt den zweiten Preis: einen zehntägigen Aufenthalt im Grandhotel zu Bruckbeuren in den Alpen. Dorthin fährt Schlüter verkleidet als armer Mann, um zu erleben, wie die Menschen in solch einer Umgebung auf einen armen Schlucker reagieren. Als Begleiter nimmt er seinen langjährigen Diener Johann Kesselhut mit, der während des Hotelaufenthalts einen wohlhabenden Geschäftsmann auf Urlaub spielen und ihn nicht kennen soll.
Schlüters besorgte junge Tochter Hildegard bereitet das Hotel noch vor seiner Abfahrt telefonisch auf den Besuch des verkleideten Millionärs vor, kommt jedoch nicht mehr dazu, dessen Namen zu nennen. Fälschlicherweise wird Dr. Fritz Hagedorn, ein arbeitsloser Werbefachmann, der in dem Preisausschreiben den ersten Preis gewonnen hat, für den reichen Mann gehalten und von der Hotelleitung mit Annehmlichkeiten überschüttet. Schlüter hingegen wird in eine kleine Dachkammer ohne Heizung einquartiert, vom Personal schikaniert und zu Gelegenheitsarbeiten herangezogen, weil man hofft, ihn so zu vergraulen. Schon am ersten Tag schließen er und Kesselhut Freundschaft mit Hagedorn, obwohl das entsetzte Personal jegliches Gespräch zwischen ihm und den vermeintlich reichen Gästen zu verhindern sucht. Hildegard ist von Johann über die Verwechslung und ihre Folgen informiert. Sie hält es zuhause nicht mehr aus und erscheint in Begleitung von Schlüters Hausdame Frau Kunkel (als Tante Julchen) im Hotel, um nach ihrem Vater zu sehen.
Fritz trifft zufällig auf Hildegard „Schulze“, beide verlieben sich ineinander. Er ahnt nichts von der wahren Identität Hildegards und ihrer Verwandtschaft zum „ollen Schlüter“. Nachdem Hagedorn – vermeintlich durch die Vermittlung Kesselhuts, der ihm zuvor bereits verraten hatte, Schlüter gut zu kennen – eine gute Stelle in Schlüters Unternehmen erhalten hat, möchte er sich auch gleich mit Hildegard verloben.
Da sich Hotelgäste über Schlüter beschwert hatten, wird er von der Hotelleitung aufgefordert, das Hotel zu verlassen. Er kehrt mit seiner Tochter, Butler Johann und Hausdame Frau Kunkel nach Berlin zurück. Die Abreise erfolgt so überstürzt, dass Hagedorn darüber nicht mehr informiert werden kann. Vor ihrer Abreise setzt Hildegard den Hoteldirektor und Portier darüber in Kenntnis, dass sie den falschen Preisgewinner für den Millionär gehalten haben. Hoteldirektor und Portier sind entsetzt und fürchten um den Ruf ihres Grandhotels.
Der verzweifelte und nichtsahnende Hagedorn kehrt auch nach Berlin zurück und sucht, allerdings vergeblich, nach seiner Hildegard, von der er ja annehmen muss, dass sie Schulze heißt. Da werden er und seine Mutter von Schlüter unter seinem richtigen Namen zu sich eingeladen, angeblich um seinen neuen Angestellten kennen zu lernen. Als sich nun die wahre Identität von „Herrn Schulze“ herausstellt, beendet dies die Freundschaft nicht. Auch Hildegard gibt sich als Schlüters Tochter zu erkennen. Im Laufe des folgenden Festessens wird Schlüter telefonisch mitgeteilt, dass ihm das Grandhotel – er beabsichtigte es zu kaufen, um anschließend Portier und Direktor hinauszuwerfen – bereits gehört.

## Produktionsnotizen

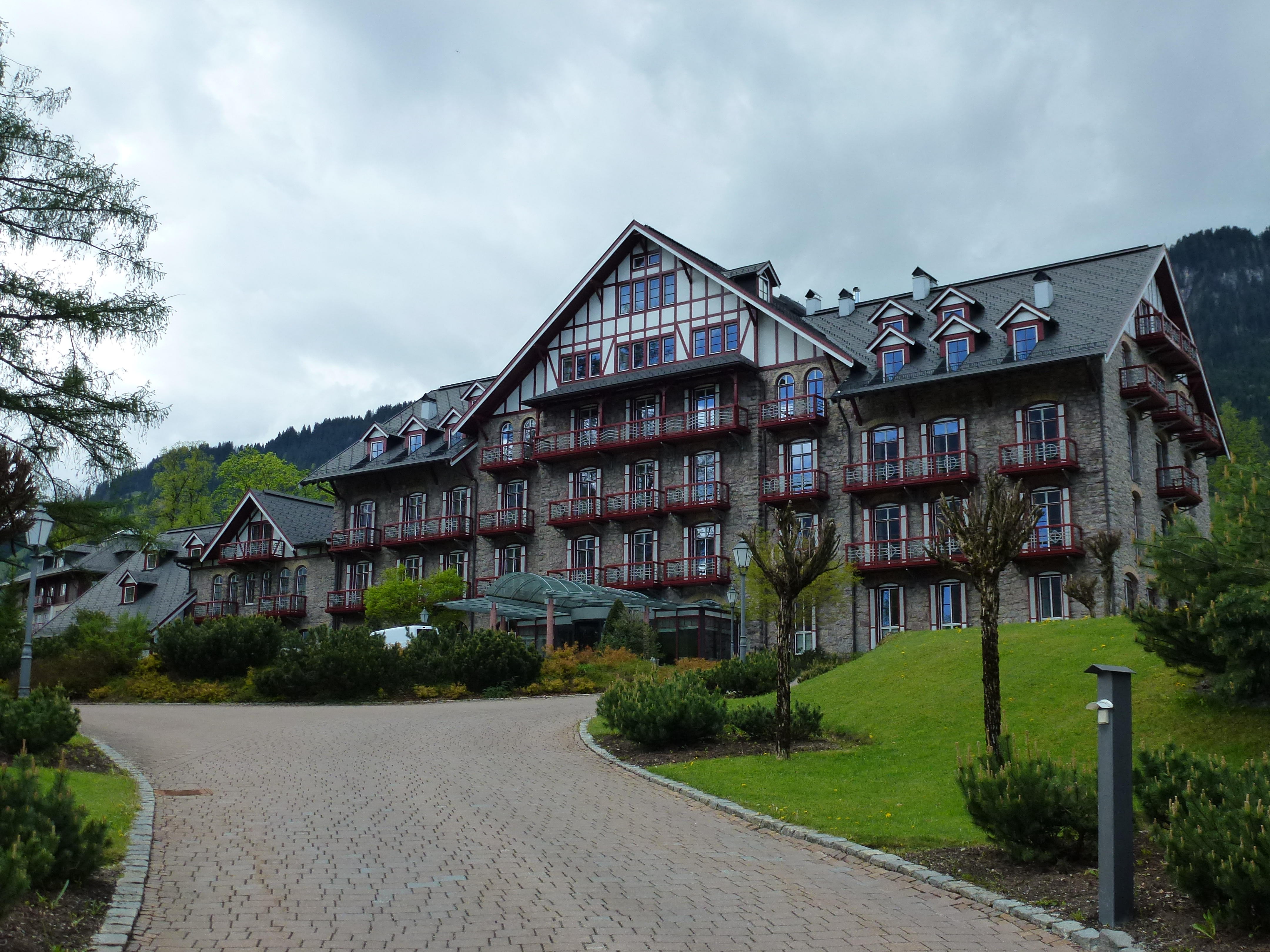
Grand Hotel Kitzbühel

Der Film wurde vom 10. Februar bis Mitte März 1955 im Ring-Film-Studio und im Atelier der Wien-Film in Wien produziert. Die Außenaufnahmen entstanden in Kitzbühel und Umgebung. Die Welturaufführung erfolgte am 30. Juni 1955 bei den V. Internationalen Filmfestspielen Berlin, bevor der Film erstmals am 14. Juli 1955 im Ufa-Palast in Köln in die Kinos kam.
Die Regieassistenz hatte Alfred Solm.

## Trivia
Zu Beginn des Films ist in zwei Einstellungen im Büro der Schlüter-Werke während eines Gesprächs zwischen Reisegewinner Dr. Fritz Hagedorn und Generaldirektor Tiedemann im Hintergrund auf einem Wandbild mit allen Firmennamen „Rhein-Rhuhr Transport“ zu lesen. Als die Kamera das dritte Mal diese Einstellung zeigt, steht dort plötzlich „Rhein-Ruhr Transport“, also die richtige Schreibweise.
Während der Schwarz-Weiß-Klassiker bis in die 1980er Jahre regelmäßig zu Weihnachten im Fernsehen zu sehen war, wurde er danach für über 20 Jahre nicht mehr gesendet. Das hatte zur Folge, dass alte VHS-Kassetten und DVD-Raubkopien zu Liebhaberpreisen gehandelt wurden. Diese Entwicklung fand erst 2010 mit Veröffentlichung des Films auf DVD und Blu-ray ein Ende.

## Kritiken
„Konventionell geglättete, aber unterhaltsame Komödie nach Erich Kästner.“

„Heiteres Lustspiel nach Kästners Erzählung vom reichen Mann, der sich sein menschliches Herz bewahrt hat. Ob seiner natürlichen Frische als nette Unterhaltung ab 14 gerne zu empfehlen.“